# 蘭島閣美術館
蘭島閣美術館（らんとうかくびじゅつかん）は日本の広島県呉市下蒲刈町にある美術館。

## 概要
呉市条例第33号「蘭島文化振興施設条例」に基づいて、公益財団法人の蘭島文化振興財団が呉市の指定管理者として運営している。
敷地面積は1,401.07㎡。建物は木造2階建て（一部地下・3階あり）で、建築面積は625.84㎡、延床面積は1,056.65㎡である。また、展示面積は541.04㎡で展示壁長は166.30㎡である。
安芸灘とびしま街道の中核施設としてアートの魅力を発信しており、地域おこしの成功例として注目を集めてきた。
横山大観、竹内栖鳳、小林古径などの日本の近代美術を支えた画家の日本画、洋画などを約2,200点展示している。南薫造など地元ゆかりの画家の作品も多く所蔵されている。
毎月第3土曜日の夜には1階のロビーで「蘭島閣ギャラリーコンサート」が行われ、広い人気を集めている。
開館から2019年（平成31年/令和元年）までの30年間の総入館者は近くにある三之瀬御本陣芸術文化館との合計で延べ50万人を超す。また、2019年（平成31年/令和元年）度の来館者数は8,645人だった。

## 沿革
竹内弘之が提唱した「活力のある個性豊かな町づくり」という町政方針に基づき、かつての下蒲刈町が推進した「ガーデンアイランド」構想の一環で建設され、1991年（平成3年）10月26日に開館した。その後、合併により2003年（平成15年）に呉市に移管された。2003年（平成15年）から2005年（平成17年）までの3年間は財団法人蘭島文化振興財団が呉市から管理運営を委託され、2006年（平成18年）からは呉市との協定により同財団が蘭島閣美術館を中心とする「蘭島文化振興施設」の指定管理者として運営を行っている。

### 年表
- 1991年（平成3年）10月26日 - 開館。
- 2001年（平成13年） - 開館10周年を記念して「須田国太郎展」が開催される。
- 2003年（平成15年） - 下蒲刈町の呉市との合併により、呉市に移管される。同年、呉市より蘭島文化振興財団が運営を委託される。
- 2006年（平成18年） - 蘭島文化振興財団が呉市条例の「蘭島文化振興施設」の指定管理者となる。
- 2022年（令和4年）3月19日 - 新型コロナウイルスの流行により約2年間中止されていた蘭島閣ギャラリーコンサートが再開する[4]。
- 2023年（令和5年）- 照明設備の改修工事のため約2か月間の休館を行う[5]。

## 利用案内
特記のない場合の出典。
- 開館時間 - 9:00～17:00 （入館は16:30まで）
- 休館日 - 毎週火曜日（祝日の場合は翌日）
- 料金 - 下表参照。20人以上で団体扱い。

| 料金表     | 個人  | 団体  |
| ---------- | ----- | ----- |
| 一般       | 500円 | 400円 |
| 高校生     | 300円 | 240円 |
| 小・中学生 | 200円 | 160円 |

- 駐車場 - 50台。無料。